# 卢甘斯克机车制造厂

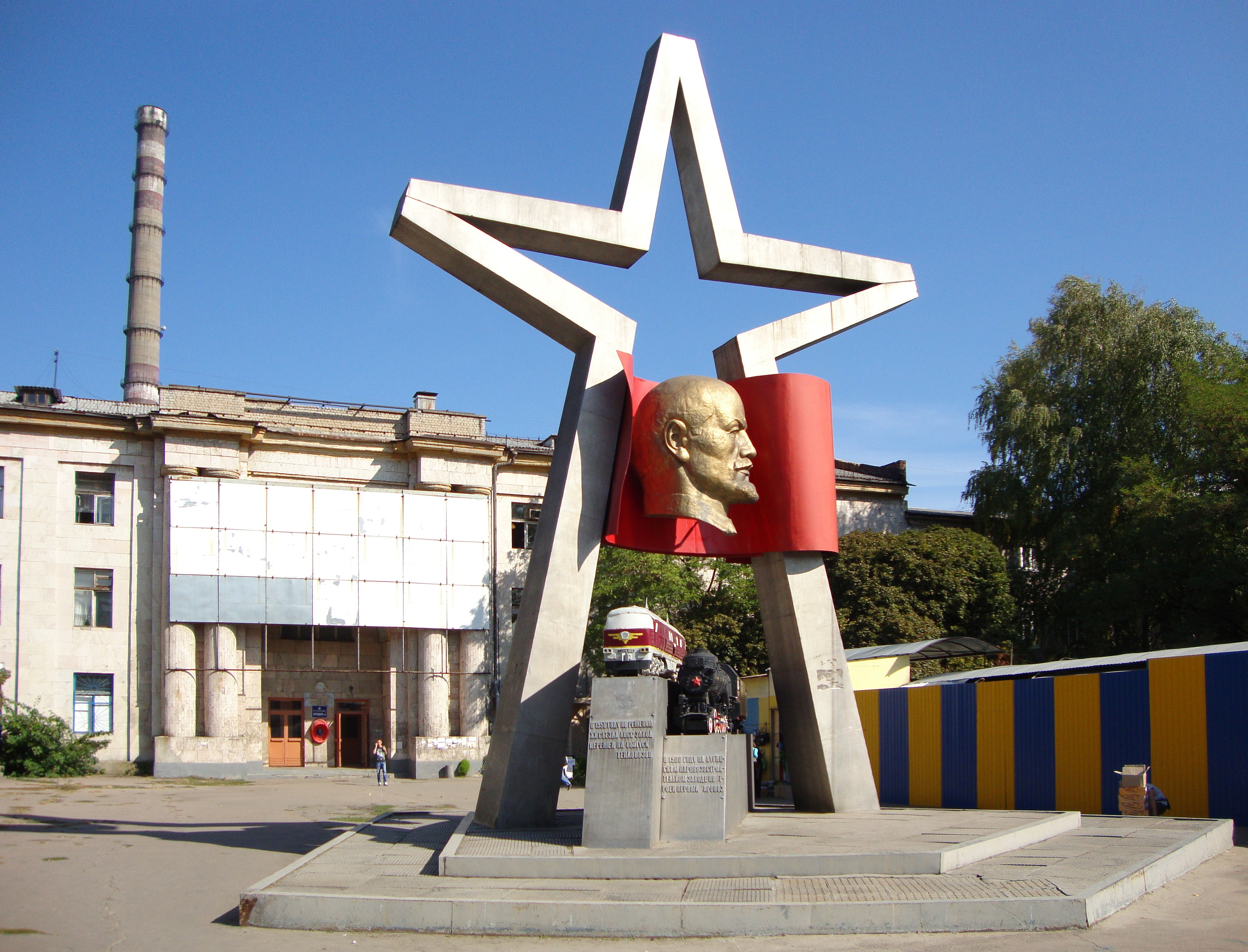
制造厂总部的大门

卢甘斯克机车制造厂股份公司（烏克蘭語：Луганський тепловозобудівний завод — Публ́ічне акціоне́рне товари́ство «Луганськтеплово́з»）是一家位于乌克兰東部城市卢甘斯克的著名铁路机车车辆制造商，主要生产各种柴油机车、电力机车、动车组，以及铁路重型机械设备。
卢甘斯克机车制造厂前身为卢甘斯克加尔特曼蒸汽机车制造厂，由德国企业家古斯塔夫·哈特曼（Gustav Hartmann）于1896年创立，于1900年生产出第一台蒸汽机车。俄国十月革命发生之后，工厂于1918年更名为十月革命机车制造厂，后来又更名为十月革命伏罗希洛夫格勒内燃机车制造厂，曾经是苏联国内规模最大、产量最高的内燃机车制造工厂。在1956年至1985年间，工厂共生产了45000多台各型干线货运内燃机车，平均每年生产机车1500多台，其产品除了供苏联国内使用，同时也大量出口到其他十几个国家。

## 产品
- TE3型柴油机车
- TE10型柴油机车
- M62型柴油机车
- 2TE116型柴油机车
- 2TE121型柴油机车